# 1920 في الولايات المتحدة
فيما يلي قوائم الأحداث التي وقعت خلال عام 1920 في الولايات المتحدة.

## سياسة

### تعيين في المنصب
- 20 يناير – ادوارد ارفيج ادواردز حاكم نيو جيرسي [الإنجليزية]‏.
- 2 فبراير – ديفيد فرانكلين هيوستن وزير الخزانة الأمريكي.
- 15 مارس – جون بارتون باين وزير داخلية الولايات المتحدة.
- 23 مارس – بينبردج كولبي وزير الخارجية الأمريكي.
- 11 مايو – جون م. باركر حاكم لويزيانا [الإنجليزية]‏.
- 2 نوفمبر – هاميلتون فيش الثالث عضو مجلس النواب الأمريكي.
- 12 نوفمبر – كينيسو ماونتين لانديس Commissioner of Baseball [الإنجليزية]‏.

### انتهاء فترة المنصب
- 1 يناير – تشارلز توبي عضو مجلس نواب نيوهامبشير.
- 13 يناير – وليام نيلسون رنيون حاكم نيو جيرسي [الإنجليزية]‏.
- 1 فبراير – كارتر قلاس وزير الخزانة الأمريكي.
- 2 فبراير – ديفيد فرانكلين هيوستن وزير الزراعة في الولايات المتحدة.
- 13 فبراير – روبرت لانسينغ وزير الخارجية الأمريكي.
- 1 مارس – فرانكلين نايت لين وزير داخلية الولايات المتحدة.
- 31 ديسمبر – آل سميث حاكم نيويورك [الإنجليزية]‏.

## ظهور
- 1 يناير – كانتري

## أفلام
من الأفلام التي صدرت هذه السنة في الولايات المتحدة:
- 1 يناير – الساذج من إخراج Herbert Blaché [الإنجليزية]‏.
- 1 يناير – جزيرة الكنز من إخراج موريس تورنر.
- 1 يناير – سجين 13 من إخراج إدوارد فرنسيس كلاين، باستر كيتون.

## كتب
من الكتب التي صدرت هذه السنة في الولايات المتحدة:
- 1 يناير – عصر البراءة من تأليف إديث وارتون.
- 1 يناير – غليندا من أوز من تأليف ليمان فرانك بوم.
- 1 يناير – هذا الجانب من الجنة من تأليف فرنسيس سكوت فيتسجيرالد.
- 1 نوفمبر – قطط أولثار من تأليف هوارد فيليبس لافكرافت.

## مواليد

### يناير
- 2 يناير – بوب فيريك
- 2 يناير – جورج هيربغ عالم فلك أمريكي.
- 4 يناير – وليام كولبي جاسوس من الولايات المتحدة الأمريكية.
- 10 يناير – ريتشارد فراي مؤرخ أمريكي.
- 15 يناير – بوب ديفيز
- 22 يناير – إرفنج كرستول
- 23 يناير – بيتي آن كيغان سياسية أمريكية.
- 26 يناير – آل ديفيس ملاكم من الولايات المتحدة الأمريكية.
- 28 يناير – دونالد جاكسون
- 28 يناير – لويس ويلسون ممثل أمريكي.
- 29 يناير – روث فوستر ممثلة أمريكية.
- 31 يناير – ستيوارت يودال سياسي أمريكي.

### فبراير
- 3 فبراير – جورج أرميتاج ميلر
- 8 فبراير – بوب بيمير
- 11 فبراير – بيلي هالوب
- 11 فبراير – فريد باسولو كيميائي من الولايات المتحدة.
- 17 فبراير – كيرت سوان
- 22 فبراير – توني جاروس لاعب كرة سلة أمريكي.
- 25 فبراير – فيليب حبيب دبلوماسي أمريكي.
- 26 فبراير – توني راندال
- 29 فبراير – آرثر فرانز ممثل أمريكي.
- 29 فبراير – جيمس ميتشيل

### مارس
- 13 مارس – ألفين بنيامين روبين
- 15 مارس – إدوارد دونال توماس
- 20 مارس – هربرت أبرامز رسام من الولايات المتحدة الأمريكية.
- 22 مارس – جيمس براون
- 24 مارس – جين نيلسون
- 30 مارس – دانيال كوشلاند عالم أمريكي.

### أبريل
- 2 أبريل – جاك ويب
- 11 أبريل – أندرو ليفين
- 14 أبريل – ستانلي ستوتز لاعب كرة سلة أمريكي.
- 14 أبريل – شيلدون مولدوف
- 20 أبريل – جون بول ستيفنز
- 21 أبريل – آرثر غالستون عالم نبات من الولايات المتحدة الأمريكية.
- 21 أبريل – كريستوفر دارك ممثل أمريكي.
- 29 أبريل – توم ماسون ممثل من الولايات المتحدة الأمريكية.

### مايو
- 4 مايو – بوب جونسون
- 6 مايو – روس هنتر
- 7 مايو – جيمس إي ماكدونالد فيزيائي أمريكي.
- 11 مايو – برايس بروكفيلد لاعب كرة سلة أمريكي.
- 16 مايو – أرني جونسون لاعب كرة سلة من الولايات المتحدة الأمريكية.
- 17 مايو – رينيه دوبوي ممثل فرنسي.
- 23 مايو – هيلين أوكونيل
- 26 مايو – بيغي لي
- 26 مايو – بيلي بيك ممثل أمريكي.

### يونيو
- 1 يونيو – روبرت كلارك ممثل أمريكي.
- 2 يونيو – ريتشي ليموس ملاكم من الولايات المتحدة الأمريكية.
- 13 يونيو – بول كلويد لاعب كرة سلة أمريكي.
- 13 يونيو – ريكس إيفرهارت
- 20 يونيو – كارلايل تاوري لاعب كرة سلة أمريكي.
- 22 يونيو – بول فريس
- 22 يونيو – ويلفريد فاينبيرغ
- 23 يونيو – بيت لاليش لاعب كرة سلة أمريكي.
- 25 يونيو – لاسي لو أهر ممثلة من الولايات المتحدة الأمريكية.
- 28 يونيو – جون ادغار اينسورث فيزيائي أمريكي.

### يوليو
- 4 يوليو – ليونا هلمسلي مديرة فندق من الولايات المتحدة الأمريكية.
- 7 يوليو – وليام تداوس كولمان، الابن سياسي أمريكي.
- 10 يوليو – أوين تشمبرلين فيزيائي أمريكي.
- 10 يوليو – ديفيد برينكلي صحفي أمريكي.
- 12 يوليو – بايرون بورفورد رسام أمريكي.
- 12 يوليو – جون سوزا لاعب كرة قدم من الولايات المتحدة الأمريكية.
- 12 يوليو – كيث أندز
- 17 يوليو – جوردون جولد مخترع أمريكي.
- 17 يوليو – هيلين والكر ممثلة أمريكية.
- 20 يوليو – إليوت ريتشاردسون سياسي أمريكي.
- 21 يوليو – جوزيف تايري سنيد الثالث قاضي أمريكي.
- 24 أكتوبر – يوليوس يونغنر عالم فيروسات من الولايات المتحدة الأمريكية.

### أغسطس
- 1 أغسطس – هنريتا لاكس
- 4 أغسطس – هيلين توماس كاتبة وصحفية أمريكية.
- 9 أغسطس – ألين هوسكينز
- 10 أغسطس – ريد هولزمان
- 10 أغسطس – سيمور غرينبرغ لاعب كرة مضرب أمريكي.
- 13 أغسطس – نيفيل براند
- 18 أغسطس – شيلي وينترز
- 20 أغسطس – جون هارجيس لاعب كرة سلة أمريكي.
- 22 أغسطس – دينتون كولي
- 22 أغسطس – راي برادبري كاتب أمريكي.
- 28 أغسطس – صموئيل بلوم كيميائي أمريكي.
- 29 أغسطس – شارلي باركر
- 29 أغسطس – وارن هربرت فاغنر عالم نبات أمريكي.

### سبتمبر
- 1 سبتمبر – ريتشارد فارنسورث
- 8 سبتمبر – ويلبي فان هورن لاعب كرة مضرب أمريكي.
- 13 سبتمبر – جون كروفورد ممثل أمريكي.
- 13 سبتمبر – والي بواغ
- 14 سبتمبر – لورنس كلين عالم اقتصاد أمريكي.
- 16 سبتمبر – بوب كيني لاعب كرة سلة أمريكي.
- 18 سبتمبر – جاك واردن
- 23 سبتمبر – ريتشارد ويلسون
- 23 سبتمبر – ميكي روني ممثل أمريكي.
- 27 سبتمبر – هنري ستومل
- 27 سبتمبر – وليام كونراد

### أكتوبر
- 1 أكتوبر – ديفيد هربرت دونالد
- 1 أكتوبر – لوني تشابمان ممثل أمريكي.
- 1 أكتوبر – والتر ماثو ممثل أمريكي.
- 2 أكتوبر – أندرو أوغسطين كافري
- 8 أكتوبر – فرانك هربرت كاتب أمريكي.
- 9 أكتوبر – يوسف لطيف
- 15 أكتوبر – ماريو بوزو
- 17 أكتوبر – مونتغومري كليفت ممثل أمريكي.
- 20 أكتوبر – جانيت جاجان
- 24 أكتوبر – يوليوس يونغنر عالم فيروسات من الولايات المتحدة الأمريكية.

### نوفمبر
- 5 نوفمبر – دوغلاس نورث
- 13 نوفمبر – جاك إلام ممثل أمريكي.
- 20 نوفمبر – دوغلاس ديك
- 21 نوفمبر – ستان ميوزيال لاعب كرة قاعدة من الولايات المتحدة الأمريكية.

### ديسمبر
- 6 ديسمبر – مايكل كاشا عالم كيمياء حيوية أمريكي.
- 11 ديسمبر – إدي فايرستون
- 13 ديسمبر – جورج شولتز
- 13 ديسمبر – دون تايلور
- 16 ديسمبر – دوروثي أبوت
- 27 ديسمبر – روبرت ويتيكر
- 31 ديسمبر – ريتشارد هاميلتون ممثل أمريكي.
- 31 ديسمبر – ريكس ألين

## وفيات

### يناير
- 14 يناير – تشارلز إدوارد ماغون (مواليد 1861) سياسي أمريكي.

### فبراير
- 17 فبراير – ادوين يتفيلد فاي (مواليد 1865)
- 20 فبراير – روبرت إدوين بيري (مواليد 1856)

### مارس
- 8 مارس – إدوارد سي كورتيس (مواليد 1865) سياسي أمريكي.

### أبريل
- 3 أبريل – ماري كاثرين برانديجي (مواليد 1844) عالمة نبات أمريكية.
- 8 أبريل – جون براشير (مواليد 1840)
- 9 أبريل – دانييل كيلي (مواليد 1883) منافِس أوليمبي من الولايات المتحدة الأمريكية.

### مايو
- 11 مايو – وليام دين هاولز (مواليد 1837)
- 16 مايو – ليفي بي مورتون (مواليد 1824) سياسي أمريكي.
- 21 مايو – إليانور بورتر (مواليد 1868) روائية أمريكية.

### يوليو
- 3 يوليو – ويليام جيم جورجاس (مواليد 1854)

### أغسطس
- 8 أغسطس – جون إي ماكول (مواليد 1859) سياسي أمريكي.

### أكتوبر
- 17 أكتوبر – جون ريد (مواليد 1887)
- 19 أكتوبر – فرانسيس كورتناي بايلور (مواليد 1848)

### نوفمبر
- 15 نوفمبر – توماس شيلدز كلارك (مواليد 1860) فنان أمريكي.
- 26 نوفمبر – هوارد تايلور (مواليد 1865) لاعب كرة مضرب من الولايات المتحدة.

### ديسمبر
- 16 ديسمبر – باريس جيبسون (مواليد 1830) سياسي أمريكي.